# حسين قاسمي
 حسين قاسمي  (1974 الجزائر) هو لاعب كرة قدم جزائري.